# Éric Goulet
Pour les articles homonymes, voir Goulet.
Éric Goulet est un musicien, chanteur et auteur-compositeur québécois.
Leader du groupe rock alternatif francophone Possession simple, il fonde Les Chiens en 1997 et remporte un Félix en 2001 pour la réalisation de leur album La Nuit dérobée. Il poursuit une carrière solo sous le nom de Monsieur Mono. Éric Goulet a réalisé de nombreux albums pour d'autres artistes québécois, notamment Yann Perreau et Vincent Vallières.

## Biographie

### Carrière musicale
De 1986 à 1996, Éric Goulet est chanteur et guitariste du groupe rock alternatif francophone Possession simple. Vainqueurs du concours Rock Envol organisé par Radio-Canada en 1988, ils sortent deux albums avant de se séparer. Goulet fonde Les Chiens en 1997 avec Nicolas Jouannaut et Olivier Renaldin, deux anciens membres de Possession simple. Il est récompensé d'un prix MIMI en 2001 en tant que réalisateur de l'album La nuit dérobée des Chiens. La même année, le disque remporte le Félix du « meilleur album alternatif de l'année ». En 2004, la pièce Le Risque de l'habitude remporte le prix SOCAN de la « chanson de l'année ».
Durant les années 2000, Goulet poursuit une carrière solo et réalise deux albums sous le pseudonyme Monsieur Mono et un troisième en 2018. Il fait également partie de la formation bluegrass Pilgrim et joue dans les groupes Trompe le Monde et Les Ringos, formations rendant hommage respectivement aux Pixies et aux Beatles.
Au cours des années 2010, il sort sous son propre nom deux albums aux sonorités country. Ils sont enregistrés avec les guitaristes Carl Prévost et Rick Haworth, la violoniste Ariane Ouellet, le bassiste Marc Hébert et le batteur Vincent Carré. L'idée lui vient après avoir chanté dans une soirée Open Country organisée par les Mountain Daisies. Volume 1, sorti en 2011, est principalement composé de titres écrits par Goulet pour d'autres artistes et de reprises. Il est suivi par Volume 2 en 2014. Ce dernier comprend des titres originaux et deux chansons de Goulet réarrangées. Comme un cave, issue de l'album Guerre d'usure de Possession simple, est réenregistrée avec la participation de l'harmoniciste Guy Bélanger. La Dernière chanson figurait sur le premier album de Monsieur Mono. Le chanteur reprend également Lucille (en) de Kenny Rogers. Les paroles de La Grande évasion sont signées par Alexandre Belliard.

### En tant que réalisateur
Goulet poursuit en parallèle une carrière de réalisateur. Il produit notamment des albums pour Michel Rivard, WD-40, Yann Perreau, Vincent Vallières, Alexandre Champigny ou encore Alexandre Belliard.

## Discographie

### Possession simple
- 1992 : Guerre d'usure (Gamma)
- 1994 : Cru (Paradigme)

### Réalisateur
- 1999 : Aux frontières de l'asphalte (de WD-40)
- 2001 : Fantastik Strapagosse (de WD-40)
- 2001 : Bordel ambiant (de Vincent Vallières)
- 2003 : Les Derniers modèles de la mode masculine (de André)
- 2003 : Chacun dans son espace (de Vincent Vallières)
- 2003 : Variations sur le vide (de Jean-François Fortier)
- 2004 : Nucléaire (de Yann Perreau)
- 2006 : St-Panache (de WD-40)
- 2006 : Ma blonde est une chanteuse, (de Ma blonde est une chanteuse)
- 2006 : Le Repère tranquille (de Vincent Vallières)
- 2007 : Jouer dans les airs (de Camionnette)
- 2007 : Bubba Ciné Roll (d'Alexandre Champigny)
- 2010 : Des fantômes, des étoiles (d'Alexandre Belliard)
- 2010: Isabeau et les Chercheurs d'or (d'Isabeau et les Chercheurs d'or)
- 2010 : "Les Souvenirs qui ne meurent jamais" (de Steve Veilleux)
- 2010 : Y'a des jours (de Joce Ménard)
- 2010 : Une lumière allumée (d'Alexandre Poulin)
- 2011 : Comme un arbre (de Caroline d'été)
- 2012 : À retardement (de Micoe)
- 2012 : Mon cœur pour te garder (de Amélie Veille)
- 2013 : Roi de rien (de Michel Rivard)
- 2023 : Roi de rien (de Tom Chicoine)